# Pascale Doger
Pascale Doger (27 de octubre de 1961) es una deportista francesa que compitió en judo. Ganó dos medallas en el Campeonato Mundial de Judo en los años 1980 y 1982, y tres medallas en el Campeonato Europeo de Judo entre los años 1982 y 1985.

## Palmarés internacional
| Campeonato Mundial | Campeonato Mundial          | Campeonato Mundial | Campeonato Mundial |
| Año                | Lugar                       | Medalla            | Categoría          |
| ------------------ | --------------------------- | ------------------ | ------------------ |
| 1980               | Nueva York (Estados Unidos) | Medalla de bronce  | –52 kg             |
| 1982               | París (Francia)             | Medalla de bronce  | –52 kg             |
| Campeonato Europeo |                             |                    |                    |
| Año                | Lugar                       | Medalla            | Categoría          |
| 1982               | Oslo (Noruega)              | Medalla de bronce  | –52 kg             |
| 1983               | Génova (Italia)             | Medalla de plata   | –52 kg             |
| 1985               | Landskrona (Suecia)         | Medalla de oro     | –52 kg             |